# Джулия (фильм, 1956)
«Джулия» (англ. Julie) — нуаровый триллер режиссёра Эндрю Л. Стоуна, который вышел на экраны в 1956 году.
Фильм рассказывает о стюардессе Джулии Бентон (Дорис Дэй), которую преследует её безумно ревнивый муж Лайл (Луи Журдан), который признаётся ей в том, что в своё время убил её первого мужа. Опасаясь Лайла, Джулия с помощью своего друга (Барри Салливан) переезжает в другой город, где меняет имя и снова устраивается стюардессой. Однако Лайл выслеживает её, и в решающей сцене в самолёте, когда Лайла и пилота убивают, Джулия вынуждена сесть за штурвал самолёта и самостоятельно посадить его по указаниям авиадиспетчера.
Фильм считается одним из первых, в которых стюардесса успешно пилотирует самолёт. Фильм подвергся критике за надуманность сюжета и искусственно нагнетаемый саспенс, однако при этом, по мнению киноведов, он смотрится легко и увлекательно.

## Сюжет
Возмущённая Джулия Бентон (Дорис Дэй) покидает дорогой гольф-клуб около Сан-Франциско и садится за руль своего кабриолета. Её догоняет муж Лайл Бентон (Луи Журдан), запрыгивая на переднее сиденье, и они вместе отправляются домой в Монтерей. По дороге Джулия упрекает Лайла в безобразной сцене ревности, которую тот только что устроил в гольф-клубе. Это приводит Лайла в ярость, и он вдавливает ногу жены в педаль газа. Машина разгоняется до огромной скорости, и Джулии с большим трудом удаётся удержать её на извилистой прибрежной дороге. Наконец, Лайл успокаивается, останавливает машину и просит прощения, целуя Джулию и уверяя её в своей любви. Джулия видит искренность его чувств, но не может забыть о его припадке несколькими минутами ранее. Тем же вечером уже дома Джулия сообщает Лайлу, что по словам друга семьи Клиффа Хендерсона (Барри Салливан), самоубийство её первого мужа Боба не было связано с финансовыми проблемами, как предполагалось ранее. Накануне смерти Боба Клифф предлагал ему помощь, но тот отказался. И если дело не в деньгах, тогда самоубийство не имеет смысла. Лайл настаивает, чтобы Джулия забыла Боба как можно скорее, сообщая, что ревновал её с самой первой их встречи, когда ещё был жив Боб. Слова Лайла напугали Джулию, и она решила ещё раз разобраться во всех обстоятельствах смерти первого мужа. На следующий день Джулия снова приезжает в гольф-клуб, чтобы поговорить с Клиффом. Вскоре в поисках Джулии в клубе появляется Лайл. Тем временем Клифф спрашивает, часто ли у Лайла бывают такие психические припадки, а затем описывает странные обстоятельства смерти Боба, так как, вполне возможно, что его сначала задушили, а потом повесили. На вопрос Клиффа, кто был в их доме в день смерти Боба, Джулия отвечает, что у них был Лайл. Клифф просит Джулию быть осторожнее, так как и ей грозит опасность. Тем временем Лайл, признанный концертирующий пианист, ведёт из телефона-автомата переговоры со своим нью-йоркским импресарио, который готовит его новый тур. Затем Лайл замечает Джулию и направляется к ней, допрашивая её, где она провела утро и почему опоздала на игру с подругой. Уезжая домой, Джулия даёт себе слово разобраться в обстоятельствах смерти Боба. Дома Джулия слушает, как Лайл репетирует свою программу, играя настолько яростно, что своей игрой пугает её. У Джулии возникает план, как узнать правду, при этом она понимает, что если ничего не получится, она рискует потерять брак, а если её подозрения подтвердятся, то может расстаться с жизнью. Ночью в постели Джулия говорит Лайлу, что любит его, а затем спрашивает его, мог бы он убить Боба, чтобы быть с ней. Лайл отвечает, что не только мог бы, но и убил, после чего предупреждает Джулию, чтобы она никогда не пыталась уйти от него. Джулия понимает, что Лайл может убить и её.
На следующее утро Джулия ищет способ сбежать из дома. Сначала она говорит мужу, что ей нужно сходить в магазин за яйцами и сливками, но Лайл вызывается идти вместе с ней. Тогда Джулия предлагает вместо магазина зайти к соседке, а когда они уже выходят на тропинку, вдруг вспоминает о срочных домашних делах и просит Лайла сходить одного. Вернувшись в дом, она наблюдает, как Лайл уходит, после чего начинает лихорадочно собирать чемодан. Однако Лайл, как будто почуяв что-то неладное, вскоре поворачивает назад, выводит из строя автомобиль, после чего снова уходит. Джулия выбегает во двор, садится за руль, однако машина не заводится. Тогда она хватает чемодан с вещами и выходит на дорогу, где останавливает попутку до Монтерея. Добравшись до города, она звонит Клиффу, назначая ему встречу в полицейском участке. Тем временем Лайл, заметив исчезновение Джулии, отправляется на машине на её поиски, также добираясь до Монтерея. Джулия первой приходит в полицейский участок, где её принимают детективы Поуп (Харлан Уорд) и Коул (Джон Галлодет). Она заявляет о том, что её нынешний муж Лайл Бентон убил из ревности её прежнего мужа. Вскоре появляется Клифф. Однако сержант, подняв дело о смерти Боба, заявляет, что для возобновления расследования необходимы более веские улики, чем заявление Джулии. Тем временем, детективы отдельно допрашивают Лайла, который также пришёл в участок. Тот отрицает все обвинения Джулии и более того готов обвинить её и Клиффа в сговоре против него. Когда детективы заявляют, что в данном случае ничем не могут ей помочь, Клифф уводит Джулию. В коридоре они встречают Лайла, который говорит ей, что она совершает ужасную ошибку.
Клифф понимает, что у Джулии нет другого выхода, кроме как бежать из Монтерея. Он берёт на прокат автомобиль и отвозит её в Сан-Франциско, где селит под вымышленным именем в гостиницу в центре города. Однако Лайлу удаётся выяснить её местонахождение, и тем же вечером он звонит ей в номер, говоря, что одержим ей. Далее Лайл заявляет, что ей от него не спрятаться и скоро она умрёт. Джулия спускается в холл гостиницы для встречи с Клиффом, сообщая ему о звонке мужа, после чего они направляются к полицейский участок в Сан-Франциско. Их принимают детектив полиции, капитан Прингл (Фрэнк Лавджой) и детектив Мейс (Джек Крачен), которые заявляют, что сталкиваются с подобными случаями довольно часто, и часто они заканчиваются трагически. Они всё понимают, но не могут предоставить Джулии круглосуточную охрану. Прингл готов помочь ей сменить имя и рекомендует завтра с утра уехать в другой город, обещая ей полицейскую охрану на ближайшую ночь. Среди ночи Джулия слышит громкие звуки классической музыки, которые доносятся из магнитофона в машине, которая припаркована под её окнами. Подозревая, что это дело рук Лайла, она подходит к окну и видит фигуру удаляющегося мужчины. На следующее утро Джулия перебирается в Нью-Йорк, где возвращается на свою прежнюю работу в качестве стюардессы.
Несколько месяцев спустя Клифф получает от Джулии телеграмму, в которой она сообщает, что у неё будет ночёвка в Сан-Франциско и предлагает встретиться в квартире своей коллеги и подруги Дениз Мартин (Эйлин Таун). Когда в тот же день Лайл звонит в офис Клиффа, ничего не подозревающая секретарша сообщает ему, что Клифф уехал на встречу по личным делам в Сан-Франциско. Выяснив время отправления Клиффа из города, Лайл берёт пистолет и поджидает, когда тот выйдет из дома. Когда Клифф отъезжает на своей машине, Лайл едет за ним. Некоторое время спустя, заметив за собой слежку, Клифф останавливается и выходит из машины, намереваясь разобраться, в чём дело. Однако Лайл достаёт пистолет, и, угрожая оружием, требует, чтобы Клифф отвёз его к Джулии. Клифф садится за руль, однако некоторое время спустя на ходу выпрыгивает из машины и пытается бежать. Лайл стреляет и ранит его. Клифф падает, скатывается со склона и теряет сознание. Лайл подходит, обыскивает его карманы, и, найдя записку с адресом Джулии, быстро уезжает. Некоторое время спустя Клифф приходит в себя и добирается до ближайшего фермерского дома. Тем временем Лайл решает вернуться и убить Клиффа. Он разворачивается и приезжает как раз в тот момент, когда Клифф уже находится на пороге дома пожилого фермера Эллиса (Хэнк Паттерсон), который затаскивает Клиффа внутрь. Выслушав его историю, Эллис немедленно звонит шерифу. Лайл подслушивает с улицы их разговор, после чего уезжает. Клифф мучительно пытается вспомнить адрес Джулии из записки, однако он не в состоянии сконцентрироваться, и называет только название дома. Эллис звонит управляющему этого дома, однако тот не берёт трубку. Тогда Клифф просит фермера позвонить Принглу и рассказать ему всю историю. Получив информацию, Принл и Мейс немедленно выезжают к дому Джулии.
Тем временем из авиакомпании звонят в квартиру Дениз Мартин, которая ушла на свидание со своим парнем. Трубку берёт Джулия, которую менеджер уговаривает подменить сегодня во время рейса заболевшую стюардессу. В тот момент, когда Прингл и Мейс приезжают в дом и начинают обход по очереди всех 64 квартир, Джулия быстро собирается, оставляет записку и незаметно для детективов по лестнице выходит во двор, за которым из машины наблюдает Лайл. Некоторое время спустя Лайл, который идёт вслед за ней, достаёт пистолет, однако появившаяся группа людей мешает ему выстрелить. Джулия, чувствуя за собой слежку, берёт такси и едет в аэропорт. Тем временем Прингл находит в квартире записку Джулии, адресованную Клиффу, с объяснением своего срочного отъезда. Лайл в этот момент уже подъехал в аэропорт, и из зала ожидания видит, как Джулия встречает пассажиров у трапа самолёта. Полицейские быстро вычисляют рейс, на котором вылетает Джулия, однако когда Принглу удаётся связаться с командиром, самолёт уже находится в воздухе. Прингл сообщает командиру и Джулии, что среди пассажиров может находиться Лайл, который ранил Клиффа и способен на убийство. В этой связи он просит Джулию максимально осторожно пройти по салону и посмотреть, нет ли там её мужа, а пилотам приказывает не покидать воздушное пространство Калифорнии. Заметив в салоне Лайла, Джулия быстро направляется к кабине пилотов, чтобы доложить об этом командиру. Однако Лайл, встретившись глазами с Джулией, обо всём догадывается. Он быстро поднимается со своего места и вместе с Джулией врывается в кабину пилотов. Его встречает командир корабля (Эд Хинтон), однако Лайл убивает его. Он говорит Джулии, что обещал ей страшную смерть, и теперь они погибнут вместе со всем самолётом, после чего стреляет во второго пилота. Однако он лишь ранит его в бок, после чего второй пилот ответным выстрелом убивает Лайла. Услышав выстрелы, пассажиры в салоне начинают паниковать, однако стюардессам удаётся успокоить людей. Второй пилот, который периодически теряет сознание, приказывает Джулии сесть за штурвал самолёта. Получив от пилота несколько указаний по управлению самолётом и сделав несколько пробных манёвров, Джулия под его руководством берёт управление на себя. Ей помогает врач из числа пассажиров, который одновременно следит за состоянием второго пилота. На этот момент до посадки в Сан-Франциско остаётся 26 минут. Вскоре второй пилот окончательно теряет сознание, и Джулия продолжает пилотирование с помощью диспетчера наземной службы, который ежесекундно передаёт ей команды по радиосвязи. В конце концов Джулии удаётся выровнять и сориентировать самолёт перед посадкой. Тем временем скорая помощь и пожарные машины поджидают в готовности на взлётно-посадочной полосе, а сотни пассажиров собираются у окон зала ожидания, чтобы понаблюдать за экстренной посадкой. Наземные службы ведут Джулию вплоть до её касания с землёй, после которого самолёт подбрасывает в воздух. Однако Джулии удаётся быстро совладать со штурвалом и посадить самолёт снова, после чего совершить торможение. Самолёт виляет по полосе, но, наконец, останавливается, и изнеможённая Джулия не может поверить в то, что только что совершила.

## В ролях
- Дорис Дэй — Джулия Бентон
- Луи Журдан — Лайл Бентон
- Барри Салливан — Клифф Хендерсон
- Фрэнк Лавджой — детектив, лейтенант Прингл
- Джек Келли — Джек, второй пилот
- Энн Робинсон — Валери
- Барни Филлипс — врач на борту самолёта
- Джек Крачен — детектив Мейс
- Джон Галлодет — детектив, сержант Коул
- Карлтон Янг — офицер в диспетчерской вышке аэропорта
- Хэнк Паттерсон — Эллис
- Эд Хинтон — командир самолёта
- Харлан Уорд — детектив Поуп
- Эйлин Таун — Дениз Мартин
- Эдди Марр — официальный представитель авиакомпании
- Джоел Марстон — механик в автомастерской
- Мэй Марш — истеричная пассажирка
- Марджори Стэпп — секретарша Клиффа Хендерсона (в титрах не указана)

## Создатели фильма и исполнители главных ролей
В 1950-е годы Эндрю Л. Стоун известен как автор сценария и режиссёр таких нуаровых триллеров, как «Шоссе 301» (1950), «Стальная ловушка» (1952), «Проект убийства» (1953), «Ночью правит террор» (1955) и «Крик ужаса» (1958).
Как пишет историк кино Джефф Стаффорд, «большую часть своей кинокарьеры Дорис Дэй специализировалась на мюзиклах и романтических комедиях, но в середине 1950-х годов был непродолжительный период, когда её пышущий здоровьем экранный образ ставился в совершенно иной контекст». Начиная с фильма «Люби меня или уходи» (1955) — истории певицы Рут Эттинг и её отношений с гангстером Гимпом Снайдером — «Дэй стала демонстрировать неожиданный драматический диапазон, показав за фасадом невинности стальную решимость». Затем Альфред Хичкок «умно использовал её способность показать панику и нарастающую истерию» в своём фильме «Человек, который слишком много знал» (1956). Однако, по мнению Стаффорда, «ни один из этих двух фильмов не сопоставим по мелодраматическим перегибам с „Джулией“ (1956), которая может служить классическим образцом голливудского фильма о женщине в опасности».
Родившийся во Франции актёр Луи Журдан был известен по ролям в таких романтических фильмах, как «Письмо незнакомки» (1948), «Мадам Бовари» (1949), «Счастливое время» (1952), «Улица Эстрапад» (1953) и «Лебедь» (1956). Как отмечает Стаффорд, «к сожалению, этот фильм не смог изменить судьбу Журдана в плане будущих ролей, и он продолжил играть континентальных любовников и европейских снобов, хотя его игра в телетриллере „Граф Дракула“ (1977) стала вершиной поздней части его карьеры».

## История создания фильма
По информации Американского института киноискусства, это был первый фильм кинокомпании Arwin Productions, Inc., которая принадлежала Дорис Дэй и её мужу Мартину Мелчеру. Это был также первый фильм Мелчера в качестве продюсера. Эндрю Л. Стоун указан в титрах как автор сценария и режиссёр фильма, а его жена Вирджиния Стоун — как ассистент продюсера и монтажёр.
Как сообщил «Голливуд Репортер» в номере от 15 марта 1956 года, первоначально на главную роль рассматривалась Энн Френсис.
Фильм частично снимался на натуре в Сан-Франциско, в прибрежных районах Северной Калифорнии — Кармел и Монтерей, а также в пустынной местности в Южной Калифорнии Блайт и Индио. Сцены в аэропорту снимались в аэропорту Окленда. Как отметил Босли Краузер в «Нью-Йорк Таймс», «мистер Стоун снял значительную часть фильма на красивом морском побережье Калифорнии в районе Монтерея. Благодаря этому фильм приятно смотреть».
Во время вступительных титров звучит песня «Джулия» в исполнении Дорис Дэй. Её закадровый комментарий, описывающий чувства Джулии Бентон, звучит на протяжении всего фильма.
Как сообщает историк кино Джефф Стаффорд, первоначально Дорис Дэй не хотела играть в этом фильме. В своей книге «Дорис Дэй: её история» она написала: «Сразу после моего ухода с Warner Brothers, Марти (Мартин Мелчер, муж и менеджер Дэй) пытался найти материал, который смог бы продюсировать сам. В итоге он предложил „Джулию“…. Сценарий был неплох, но играть роль женщины, которая становится объектом преследования ревнивого мужа, было отголоском реальности, а именно безумной ревности к моей карьере первого мужа Эла Джордена и мужа номер два Джорджа Уэйдлера. Я уже получила в своей жизни более чем в избытке реальной ревности, с которой надо справляться. Я не хотела играть в фильме роль женщины, муж которой настолько ревнив, что пытается убить её. Такой больной фильм мне не нравился, и я сказала об этом Марти».
Несмотря на её протесты, Дэй в конце концов уступила мужу и сыграла в этом фильме, хотя позднее и призналась, что это было «ужасное испытание от начала до конца — не фильм как таковой, а события, которые его окружали. Во-первых, мне пришлось брать уроки лётного мастерства, чтобы я могла реалистично справляться с системой управления самолёта, который в кульминационной сцене картины я должна была аварийно посадить на землю». Однако, перед первым уроком лётного мастерства Дэй, её муж и сын попали в автоаварию. Как пишет Стаффорд, «хотя они и не пострадали, пережитое ещё более усилило её и без того возбуждённое психическое состояние». Кроме того, во время съёмок она мучилась от боли в животе и кровотечения. Как оказалось, это была эндометриоидная опухоль. Однако, по словам Стаффорда, «поскольку как она сама, так и её муж были активными сторонниками христианской науки, она не шла к врачу до тех пор, пока её состояние не стало критическим». Как вспоминала позднее Дэй, проведённая ей экстренная операция «была не просто гистерэктомией. Кроме этого, мой кишечник нужно было восстановить хирургическим путём, чтобы устранить ущерб, который нанесла гигантская опухоль».
При этом, как отмечает Стаффорд, «несмотря на все беды во время производства фильма, у Дэй осталось и несколько приятных воспоминаний». В частности, она писала, что «почти весь фильм снимался на натуре в Кармеле, очень красивом курортном городке к югу от Сан-Франциско. Моим партнёром был Луи Журдан, который мне был очень симпатичен. Милый, добрый человек, очень деликатный, проявляющий интерес к людям вокруг себя. У нас были хорошие отношения, и я получала удовольствие от бесед с ним… Мы подолгу гуляли на прекрасном пляже Кармела, болтая часами».
Журдан, по информации Стаффорда, также получал удовольствие от работы с Дэй, и для него «Джулия» была возможностью сыграть другой тип роли. Он уже устал от стереотипных ролей, которые ему предлагал Голливуд. Как он сказал однажды: «Я не хотел всю карьеру ворковать в женское ушко. Это не доставляет особого удовлетворения».

## Оценка фильма критикой

### Общая оценка фильма
После выхода фильма на экраны кинообозреватель «Нью-Йорк Таймс» Босли Краузер отметил, что «в нём очень много напряжения, которое выдержит далеко не каждая женщина, так что если Дэй выглядит немного измотанной ближе к концу фильма, это вполне можно понять». Как далее пишет критик, «экшн на протяжении всего фильма чрезмерен, но если вы доверчивы и не придираетесь к деталям, всё смотрится как живое и лихое шоу». Типична в этом плане сцена в самолёте, когда муж убивает одного и тяжело ранит другого пилота, что «расчищает дорогу к напряженной кульминации, в которой Дэй сажает самолёт. Всё это надумано, в том числе и игра актёров», и всё же фильм «действительно, порой довольно увлекательный».
Назвав картину «одним из менее значимых фильмов Дорис Дэй в роли дамочки в опасности», современный киновед Крейг Батлер отмечает, что «в этом фильме нет ничего, во что реально веришь, однако это неприхотливый и довольно приятный способ провести полтора часа времени». Кульминацией картины, по словам Батлера, становится сцена (ещё до фильма «Аэропорт 1975»), когда стюардесса пилотирует самолёт на основе инструкций по радио (при этом иногда она закрывает глаза). «Это нелепо и далеко не захватывающе, но каким-то образом большинство зрителей готовы следить за этим глупым сюжетом, иногда даже наслаждаясь им с улыбкой». Как резюмирует своё мнение Батлер, «любой, кто ожидает увидеть по-настоящему хороший триллер, будет разочарован, но тот, кто отнесётся к фильму легко, получит удовольствие».
На фильм обратил внимание и киновед Спенсер Селби, отметивший, что фильм рассказывает о «женщине, которая обнаруживает, что её муж — маньяк, который убил свою первую жену и может убить снова». Майкл Кини назвал картину «скучищей», написав, что она «начинается как неубедительный саспенс-триллер, а приблизительно через час после начала превращается в „Аэропорт“ с Дэй за штурвалом неуправляемого самолёта». Как полагает Хэл Эриксон, фильм «доставит наибольшее удовольствие, если не воспринимать его слишком серьёзно».
Деннис Шварц назвал картину «невероятным, взвинченным криминальным триллером о женщине в опасности», который однако «слишком неровный, чтобы произвести впечатление», а «банальность актёрских реплик окончательно добивает его». По мнению критика, фильм «скорее кажется непреднамеренно смешным, чем страшным, а саспенс так и не достигает нужного уровня». Как далее отмечает Шварц, вероятно, «найдутся и те, кто посчитает этот плохой фильм даже более увлекательным, чем если бы он был хорошим, то есть, если не воспринимать его всерьёз».

### Оценка работы режиссера и творческой группы
По мнению Краузера, сценарист и режиссёр Эндрю Стоун сделал всё возможное «чтобы постоянно наращивать уровень проблем… Совершенно ясно, что мистер Стоун задался целью держать свою героиню под угрозой постоянно», даже когда это слишком «просчитано и неправдоподобно». По мнению Батлера, «сценарий — несмотря на номинацию на „Оскар“ — главный виновник недостатков картины, предлагая один невероятный сюжетный ход за другим».

### Оценка актёрской игры
Как отмечает Краузер, «Дэй, которая была напряжённой и бездыханной на протяжении всего фильма „Человек, который слишком много знал“ (1956), снова напряжена и бездыханна» в этой картине. Она «заламывает руки и выглядит безумной не столько потому, что так чувствует, сколько потому, что получает соответствующие указания от режиссёра». Что касается других актёров, то Журдан, как ему и подобает, «играет угрожающе, особенно когда он зловеще играет на фортепиано, следя за женой своими тёмными пронзительными глазами». В свою очередь, «Салливан и Лавджой, исполняющие роли готовых прийти на помощь джентльменов, делают это в стиле старых солдат из военных мелодрам».
Стаффорд отмечает, что в этой картине Дэй выдаёт «свою самую эмоционально возбуждающую игру», которая «увлекает и непреднамеренно забавляет» зрителя. По мнению Шварца, «Дорис Дэй к её чести выдаёт свою лучшую игру, пытаясь делать всё серьёзно даже тогда, когда мелодрама переходит грань, становясь просто смешной». Как полагает Батлер, «игра Дэй слегка перевозбуждённая, но ведь именно к этому и призывает сценарий. Она полностью отдаётся роли, и хотя это не выдающаяся игра, она удивительным образом увлекательна. Аналогичным образом Луис Джордан играет маньяка, следуя всем клише, но в данном контексте это срабатывает».

## Признание
Фильм получил номинации на «Оскар» в двух категориях — лучший оригинальный сценарий (Эндрю Л. Стоун) и лучшая песня (её исполнила Дорис Дэй). Хотя, по мнению Стаффорда, «достоинства сценария как номинанта на „Оскар“ сегодня кажутся сомнительными».